# Grjótháls
Grjótháls är en kulle i republiken Island. Den ligger i regionen Austurland, 300 km öster om huvudstaden Reykjavík. Toppen på Grjótháls är 677 meter över havet. Grjótháls ingår i Álftavatnshæðir.
Trakten runt Grjótháls är nära nog obefolkad, med mindre än två invånare per kvadratkilometer. Det finns inga samhällen i närheten. Trakten runt Grjótháls består i huvudsak av gräsmarker.